# Банановый сверчок
Банановый сверчок (лат. Gryllus locorojo) — насекомое отряда прямокрылых (Orthoptera), семейства сверчковых (Gryllidae). В дикой природе не известен. Известен в качестве искусственно разводимого кормового насекомого в США, Европе и России под разными именами. Банановому сверчку часто ошибочно приписывают научное название Gryllus assimilis и иногда, также ошибочно — Gryllus argentinus. Описан как новый вид в 2012 году.

## Описание
Голова красновато-коричневая с тремя или четырьмя продольными светлыми полосами, хорошо различимыми даже у особей с темно окрашенной головой. Данный признак резко отличает бананового сверчка от Gryllus argentinus, у темных особей которого голова сверху целиком черная, без полос, а у светлых особей продольные полосы едва различимы. Темные особи настоящих Gryllus assimilis также не имеют четко различимых светлых полос на дорсальной стороне головы.
«Пение» наиболее близко по характеристикам к Gryllus argentinus и домового сверчка.
На молекулярном дереве, составленном на основании анализа гена митохондриальной 16s-рибосомальной РНК, "Gryllus assimilis" из московской культуры генетически неотличим от Gryllus locorojo из культур в Дании, Англии, Калифорнии, Джорджии; банановый сверчок из культуры в Санкт-Петербурге под именем «Gryllus argentinus» не проходил молекулярный анализ.

## История
В Европе сверчки вида Gryllus locorojo (Weissman et Gray, 2012) долгое время считались представителями вида Gryllus assimilis. В Дании он известен под названием «Steppe cricket», в России — «банановый сверчок» . Культура сверчков под именем «Gryllus assimilis» попала в Московский зоопарк из Берлинского зоопарка в начале 1990-х гг. Каким образом сверчки данного вида появились в Берлинском зоопарке — неизвестно. Позже, в 1997 г., яйца сверчков под именем «Gryllus argentinus» были привезены из Парижского Музея естественной истории в Санкт-Петербург. «Эти яйца определенно происходили из Эквадора, откуда вернулись французские коллеги» — сообщила Варвара Веденина (Москва, РАН) авторам статьи, описавшим новый вид в 2012 г. под научным названием Gryllus locorojo. По морфологическим и биоакустическим признакам российские культуры бананового сверчка с именами "Gryllus assimilis" и "Gryllus argentinus" не имеют между собой значимых отличий (в тексте работы  упоминаются только различия между культурами по длительности пульсов (p < 0.02, тест Манна-Уитни), но при этом не упоминается, применялась ли коррекция на множественное тестирование; по остальным признакам в работе декларируется отсутствие достоверных различий).